# Service civil international
Međunarodna državna služba (eng. Service Civil International) međunarodna je mirovna organizacija. Od 1920. godine organizira međunarodne volonterske projekte u obliku radnih kampova i prva je organizacija u svijetu koja je to učinila. Organizaciju je osnovao švicarski pacifist Pierre Cérésole nakon Prvog svjetskog rata kako bi potaknuo razumijevanje i kulturu mira među ljudima iz različitih zemalja. 

## Ciljevi
Međunarodna državna služba navodi da svoj rad temelji na sljedećim vrijednostima: 
- Volontiranje - u smislu djelovanja samoinicijativno, bez traženja materijalne nagrade i u korist civilnog društva, kao metoda i izjava za društvene promjene, dok se nikad ne natječe s plaćenim radom niti nastoji pridonijeti štrajku
- Nenasilje - kao princip i metoda
- Ljudska prava - poštovanje pojedinaca kako je navedeno u Općoj deklaraciji o pravima čovjeka
- Solidarnost - međunarodna solidarnost za pravedniji svijet i solidarnost između ljudi na svim razinama
- Poštovanje okoliša - i ekosustava čiji smo dio i o kojem ovisimo
- Uključenost - biti otvorena za sve pojedince koji dijele ciljeve i ciljeve pokreta, bez obzira na spol, rasu, boju kože, vjeru, nacionalnost, socijalni status ili političke stavove i bilo koji drugi moguću osnovu za diskriminaciju
- Osnaživanje - osnaživanje ljudi da razumiju i djeluju kako bi transformirali društvene, kulturne i ekonomske strukture koje utječu na njihov život na svim razinama
- Suradnja - s lokalnim zajednicama, kao i ostalim lokalnim, nacionalnim i međunarodnim dionicima na jačanju pozitivnog potencijala unutar civilnog društva u cjelini.

SCI vjeruje da su svi ljudi sposobni živjeti zajedno uz uzajamno poštovanje i bez pribjegavanja bilo kojem obliku nasilja radi rješavanja sukoba. Organizira međunarodne volonterske projekte po cijelom svijetu jer vjeruje da se mir može izgraditi samo ako ljudi različitog porijekla i kulture nauče surađivati i surađivati. 

## Aktivnosti
Organizacija organizira međunarodne dobrovoljne usluge. Većina projekata koje Međunarodna državna služba organizira kratkoročni su projekti između jednog i tri tjedna za grupe međunarodnih volontera. U 2019. godini Međunarodna državna služba je organizirala 270 takvih radnih kampova i u njima je sudjelovalo 1897 volontera. Uz to, Međunarodna državna služba šalje volontere u radne kampove koje organiziraju partnerske organizacije. Većina volontera su mladi između 18 i 25 godina, a više od polovice svih sudionika su studenti.
U dugoročnim dobrovoljnim službama, međunarodni volonteri ostaju dulje vrijeme u drugoj zemlji. U 2019. godini 371 volonter sudjelovao je u dugoročnom volontiranju ili posebnim programima. Mnoge dugoročne dobrovoljne usluge u Europi financira Europska komisija kroz program Europskog zbora solidarnosti .

## Povijest

### Počeci nakon I. svjetskog rata
Švicarski pacifist Pierre Cérésole sudjelovao je na mirovnoj konferenciji u Bilthovenu, koju je organiziralo Društvo za pomirenje 1920. Tamo je stekao odobrenje među ostalim kršćanskim pacifistima, od kojih su mnogi bili kvekeri, za ideju da se pokrenu "međunarodne državne službe" i kao poslijeratna metoda pomirenja za ljude iz zemalja koje su se borile u ratu jedna protiv druge te kao i alternativa vojnoj službi .
Cérésole je organizirao prvi međunarodni volonterski kamp kao "Service Civil" (državna služba) na bivšem bojnom polju Verdun u Francuskoj 1920. Međunarodni volonteri iz cijele Europe bili su angažirani na projektu kako bi obnovili ratom oštećeno selo Esnes-en-Argonne. Projekt je trebao biti simbol pomirenja između Francuske i Njemačke; među skupinom međunarodnih dobrovoljaca bila su i tri njemačka dobrovoljca. Dobrovoljci su sagradili privremene domove za seljane i očistili poljoprivredno zemljište.
Sljedećih godina organizirano je nekoliko radnih kampova za pružanje pomoći u katastrofama nakon prirodnih katastrofa. 1924. Cérésole je organizirao drugi međunarodni kamp u Les Ormontsu (Švicarska), koji je pomogao u raščišćavanju ruševina nakon lavine. Ovdje je prvi put upotrijebljen naziv "Međunarodna državna služba". Najveći kamp za pomoć u katastrofama u ranoj povijesti organizacije odvijao se 1928. godine u Lihtenštajnu s više od 700 dobrovoljaca iz 28 zemalja tijekom nekoliko mjeseci. Dobrovoljci su očistili ravnicu doline Rajne nakon jake poplave 1927.
1924. godine Cérésole je također počeo promovirati međunarodne radne kampove kako bi podržao političku kampanju za uvođenje alternativne službe u Švicarskoj.

### Evolucija ideje radnog kampa
Od 1931. godine ideja o Međunarodnoj državnoj službi se razvijala, a koncept radnih kampova s međunarodnim dobrovoljcima primjenjivao se i na drugim područjima društvene predanosti. Tijekom ekonomske krize industrije rudnika ugljena u Walesu organiziran je radni kamp za vraćanje samopouzdanja u nevolji rudarskog grada Brynmawr (Wales, Velika Britanija). 
Cérésole, koji je nadahnut Gandhijevom filozofijom nenasilja i koji je Gandhija upoznao 1931. godine, želio je proširiti ideju o radnim kampovima u Indiji. Kroz potporu britanskih kvakera i prijatelja Gandhija, među njima Charlesa Freer Andrewsa, mogao je 1934. godine uspostaviti prvi radni kamp u Indiji koji je obavljao poslove pružanja pomoći u katastrofi u regiji Bihar, pogođenoj potresom 1934. godine . Projekt je imao samo četiri europska sudionika, a koncept organizacije radnih kampova kao međunarodnog pomirenja pokazao se teškim za prevesti u kolonijalni kontekst, gdje bi bijele Europljane identificirali s kolonizacijskom silom. Međutim, projekt je dobro prihvaćen kao stvaranje nove slike o tome kako Europljani mogu komunicirati s Indijcima, između ostalog i Rajendraom Prasad, koji je kasnije postao predsjednik Indije.
Godine 1937. Međunarodna državna služba je bila zatražena dodijeliti humanitarnu pomoć djeci izbjeglicama tijekom Španjolskog građanskog rata (1936.-1939 .). Pod imenom Ayuda Suiza obavljane su usluge evakuacije i distribucija hrane i odjeće u dijelu Španjolske Republike. Dvadeset godina kasnije, humanitarna pomoć pružena je ratnoj siročadi u Tunisu za vrijeme Alžirskog rata (1958. – 1962.). Osim ta dva projekta, humanitarna pomoć nikada nije dobila daljnji značaj u Međunarodnoj državnoj službi.

### Međunarodna organizacija (1948)
Od 1920. Međunarodna državna služba je organizirala radne kampove i aktivnosti bez formalne strukture u Francuskoj, Švicarskoj, Velikoj Britaniji, Indiji i drugim zemljama. Kako su se ideje o radnim kampovima proširile na druge zemlje nakon Drugog svjetskog rata, osnovano je međunarodno udruženje podružnica Međunarodne državne službe s međunarodnim tajništvom u Parizu. Poboljšana je razmjena volontera i organizacija radnih kampova (poput uspostavljanja osiguranja volontera). Broj radnih kampova i volontera strahovito se povećao: 
- 1947. godine: 46 radnih kampova u 9 zemalja
- 1968. godine: 298 radnih kampova u 24 zemlje.

Broj podružnica se također značajno povećao. 1960-ih godina uspostavljene su regionalne koordinacijske strukture za Afriku, Aziju i Europu. 
Nakon neuspjelog pokušaja širenja ideje o radnim kampovima u Indiju 1934. godine, od 1949. godine, dobrovoljci švicarske grane Međunarodne državne službe započeli su rad s pružanjem pomoći izbjeglicama u naseljima u Faridabadu. Dugogodišnji volonteri iz Europe, uglavnom Švicarske i Velike Britanije, poslani su u Indiju 1950-ih, a neki indijski i pakistanski volonteri sudjelovali su u europskim radnim kampovima, prije nego što je indijska podružnica Međunarodne državne službe osnovana kao prva azijska podružnica 1956. godine.

### Sjever-Jug i razvojna pomoć (1950)
Nedavno neovisna Indija pozvala je Međunarodnu državnu službu 1950. godine da izvede projekt izgranje kuća za izbjeglice u Faridabadu (Indija). Mala skupina međunarodnih volontera uspjela je unovačiti mnoge lokalne volontere. Sukob između Indije i Pakistana nadahnuo ih je da organiziraju radne kampove i u Pakistanu od 1951. godine. Kao posljedica toga, u Aziji je osnovano nekoliko lokalnih ogranaka i skupina Međunarodne državne službe. 
Suočen s golemim siromaštvom u regijama u nepovoljnom položaju u Europi, Aziji i Africi, Međunarodna državna služba je počela uspostavljati program razvojne pomoći i obučavati kvalificirane volontere. Najveći razvojni program bio je u provinciji Tlemcen (Alžir), nakon Alžirskog rata za neovisnost (1954. – 1962.). Simone Tanner Chaumet radila je u Alžiru kao volonterka Međunarodne državne službe. Od 1962. do 1968. Međunarodna državna služba je obnovila selo Beni Hamou, uspostavila medicinsku službu i razvoj zajednice poput osnovnog podučavanja za okrug Sebdou. 

### Hladni rat
Tijekom hladnog rata Međunarodna državna služba je organizirala aktivnosti u kojima su se mogli susresti ljudi s obje strane željezne zavjese. Bila je jedna od najaktivnijih i najvažnijih organizacija koja je organizirala i promovirala radne kampove Istok-Zapad.
Volonteri Međunarodne državne službe iz zapadne Europe sudjelovali su u radnom kampu tijekom 5. svjetskog festivala mladih u Varšavi (Poljska) 1955. godine. Radni kampovi suorganizirani su sa socijalističkom dobrovoljačkom organizacijom u Poljskoj (1955), DDR-u (1956), SSSR-u (1958), Mađarskoj (1964), Čehoslovačkoj (1964) i Bugarskoj (1981). Ti su kontakti pojačani 1970-ih. 
Volonteri iz istočne Europe također su mogli sudjelovati u radnim kampovima na zapadu. 166 Čehoslovačkih dobrovoljaca sudjelovalo je u projektima koje je britanska grana Međunarodne državne službe organizirala tijekom hladnog rata.
Međunarodna državna služba je 1972. osnovala povjerenstvo Istok-Zapad kako bi olakšala razmjenu dobrovoljaca i poboljšala suradnju s partnerskim organizacijama u Istočnom bloku. S političkim pomakom u istočnoj Europi, nove podružnice Međunarodne državne službe osnovane su u bivšim socijalističkim zemljama nakon 1990. godine. 

### Preorijentacija (1969)
U nizu seminara, radionica i sastanaka od 1969. nadalje razmatrane su političke implikacije Međunarodne državne službe u društvu. Kao posljedica toga, Međunarodna državna služba napušta pristup razvojne pomoći kao jednu od glavnih svrha radnih kampova. Međunarodna državna služba se umjesto toga usredotočila na podizanje društvene i političke svijesti za međunarodne volontere.  Sjever-Jug se posebno preorijentira na koncept razvojnog obrazovanja i solidarnosti. Primjerice, organizirano je nekoliko međunarodnih kampanja (1985. – 1992.) za neovisnost Namibije, nakon čega je uslijedila međunarodna kampanja za izbjeglice (1994. – 1997.). 
Preusmjeravanje je dovelo do daljnje standardizacije u međunarodnoj razmjeni volontera. Krajem 1970-ih uveden je decentralizirani sustav smještaja volontera za radne kampove, dok je razmjena Sjever-Jug i Istok-Zapad centralizirana europskom i međunarodnom koordinacijom Međunarodne državne službe. Potonji je bio decentraliziran sredinom 90-ih. 

### Međunarodne radne skupine (1997)
Preusmjeravanjem iz 1970-ih, Međunarodna državna služba je svoju strukturu pretvorila u međunarodna i regionalna tajništva i međunarodnu koordinaciju s radnim skupinama s naglaskom na određenu regiju ili područje interesa. Godine 1997. velika ustavna promjena uvela je status radnih grupa, koje se odobravaju svake godine. Postoje regionalne radne skupine za Afriku, Aziju i Latinsku Ameriku (Aba Yala) i Jugoistočnu Europu (SAVA). Ostale radne skupine usredotočile su se na sljedeće teme: 
- Imigracija i izbjeglice (od 1970.) kao što je na primjer Europski centar za imigraciju
- Razmjena Istok-Zapad (od 1972.), poput Grupe akcija zajedno u Europi (GATE)
- Pitanje spola (od 1983.) kao što je WIN
- Priziv savjesti (1984. – 1990.)
- Mladi i nezaposlenost (od 1985.) YUWG
- Razmjena Sjever-Jug (od 1987.): kao što je na primjer SEED
- Dugoročno volontiranje (od 1989.): kao što je na primjer LTRC
- Pitanja zaštite okoliša (od 1998.)
- Ljudska prava (od 1998.)

## Popis grana i grupa Međunarodne državne službe
Međunarodna državna služba se dijeli između punopravnih članova s granama -status i pridruženih članova sa statusom grupe. Međunarodni odbor Međunarodne državne službe odlučuje o statusu na temelju nacionalnog ustava, organizacije i infrastrukture svojih članova. Nacionalne podružnice mogu imati svoja imena koja u svojim dokumentima navode "podružnica Međunarodne državne službe". Sljedeće tablice daju pregled svih podružnica, grupa i partnerskih organizacija Međunarodne državne službe.
| Država                               | Organizacija                                                   | Status |
| ------------------------------------ | -------------------------------------------------------------- | ------ |
| Albanija                             | PVN Albania                                                    | Grana  |
| Australija                           | International Volunteers for Peace - IVP                       | Grana  |
| Austrija                             | SCI Österreich                                                 | Grana  |
| Bangladeš                            | Service Civil International Bangladesh                         | Grana  |
| Bjelorusija                          | New Group SCI Belarus                                          | Grupa  |
| Belgija (flemansko govorno područje) | Vrijwillige Internationale Aktie Belgium                       | Grana  |
| Belgija (francusko govorno područje) | SCI – Projets Internationaux                                   | Grana  |
| Bugarska                             | Cooperation for Voluntary Service – Bulgaria (CVS-Bulgaria)    | Grana  |
| Hrvatska                             | Volonterski Centar Zagreb – VCZ                                | Grana  |
| Finjska                              | Kansainvälinen vapaaehtoistyö ry – KVT                         | Grana  |
| Francuska                            | Service Civil International Branche Française                  | Grana  |
| Njemačka                             | Service Civil International – Deutscher Zweig e.V.             | Grana  |
| Grčka                                | SCI Hellas – Kinissi Ethelonton                                | Grana  |
| Hong Kong, Kina                      | SCI Hong Kong, China                                           | Grupa  |
| Mađarska                             | Útilapu Nemzetközi Építőtábor Hálózat                          | Grana  |
| Indija                               | Service Civil International India                              | Grana  |
| Indonezija                           | IVP Indonesia                                                  | Grupa  |
| Irska                                | Voluntary Service International - VSI                          | Grana  |
| Italija                              | Servizio Civile Italia – SCI Italy                             | Grana  |
| Japan                                | SCI Japan                                                      | Grana  |
| Kosovo                               | GAIA Kosovo                                                    | Grana  |
| Malezija                             | SCI Malaysia                                                   | Grana  |
| Mauricijus                           | SVI Mauritius                                                  | Grana  |
| Moldovija                            | AVI Moldova                                                    | Grupa  |
| Nepal                                | Service Civil International Nepal                              | Grana  |
| Nizozemska                           | VIA Netherlands                                                | Grana  |
| Nigerija                             | VWAN Nigeria                                                   | Grupa  |
| Sjeverna Makedonija                  | Center for intercultural dialogue - CID                        | Grupa  |
| Norveška                             | Internasjonal Dugnad Norway                                    | Grana  |
| Poljska                              | Stowarzyszenie "Jeden Świat" - SCI Poland                      | Grana  |
| Portugal                             | Associação Medestu                                             | Grupa  |
| Rumunjska                            | SCI Romania                                                    | Grana  |
| Srbjia                               | Volunteers’ Centre of Vojvodina – Volonterski centar Vojvodine | Grana  |
| Slovenija                            | SCI Slovenia                                                   | Grana  |
| Sjeverna Koreja                      | SCI South Korea                                                | Grana  |
| Španjolska, Katalonija               | Servei Civil Internacional                                     | Grana  |
| Španjolska, Madrid                   | SCI Madrid                                                     | Grana  |
| Šri Lanka                            | SCI Sri Lanka                                                  | Grana  |
| Švedska                              | SCI Sweden                                                     | Grana  |
| Švicarska                            | SCI Switzerland                                                | Grana  |
| Ujedinjeno Kraljevstvo               | IVS Great Britain                                              | Grana  |
| SAD                                  | SCI USA                                                        | Grana  |

## Umrežavanje
Organizacija ima savjetodavni status s Vijećem Europe, operativne odnose s UNESCO-om i članica je: 
- CCIVS-a (Koordinacijski odbor međunarodnih organizacija dobrovoljnih službi)
- YFJ-a (Forum mladih)
- UNITED za interkulturalnu akciju - Europska mreža protiv nacionalizma, rasizma, fašizma

1987. godine Međunarodna državna služba je dobila titulu Glasnika mira koju su joj dali Ujedinjeni narodi, u znak priznanja za napore na promicanju mira i razumijevanja. 
Status punopravnih članova ima Europski forum mladih ( YFJ ) koji djeluje unutar područja Vijeća Europe i Europske unije i usko surađuje s oba ova tijela. 

## Istaknuti članovi
- Pierre Cérésole
- Hélène Monastier
- Rodolfo Olgiati
- Mohamed Sahnoun
- Friedrich Glasl
- Simone Tanner-Chaumet
- Elisabeth Eidenbenz
- Jens Klocksin
- Max-Henri Béguin
- Emma Ott
- August Bohny
- Idy Hegnauer
- Ralph Hegnauer

## Međunarodni arhiv SCI
Međunarodni arhiv svjetske organizacije pruža dokumentaciju o prijavama za volontiranje od 1920. godine. Arhiva se nalazi u gradskoj knjižnici La Chaux-de-Fonds (Švicarska), a osnovao ju je Ralph Hegnauer 1975. godine. Datoteke, dokumenti i fotografije u više od 700 arhivskih kutija javno su dostupni putem nekoliko inventara i baza podataka. Dio materijala dostupan je na mreži.